# Genoma umano

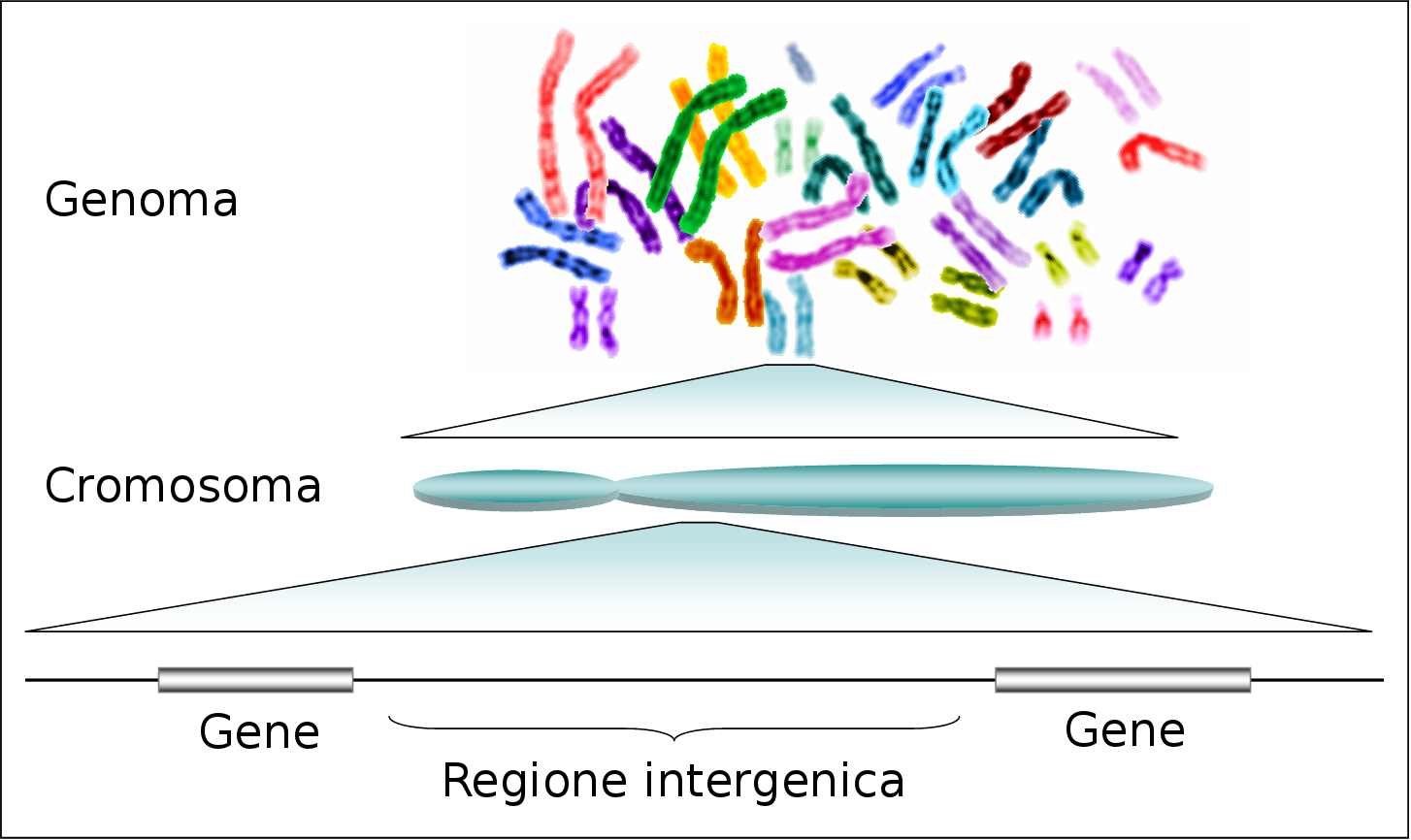
In una cellula (esclusi alcuni tipi particolari mancanti del nucleo, ed i gameti che hanno la metà del DNA nucleare) vi sono normalmente 23 coppie di cromosomi (46 in totale), ognuno dei quali contiene centinaia di geni separati da regioni intergeniche. Le regioni intergeniche possono contenere sequenze regolatrici e DNA non codificante.

Il genoma umano è la sequenza completa di nucleotidi che compone il patrimonio genetico dell'Homo sapiens, comprendente il DNA nucleare e il DNA mitocondriale.
Ha un corredo approssimativamente di 3,2 miliardi di paia di basi di DNA contenenti all'incirca 20 000 geni codificanti per proteine.
Il Progetto Genoma Umano ha identificato una sequenza di riferimento eucromatica, che è utilizzata a livello globale nelle scienze biomediche. Lo studio ha inoltre scoperto che il DNA non codificante assomma al 98,5%, più di quanto fosse stato previsto, e quindi solo circa l'1,5% della lunghezza totale del DNA si basa su sequenze codificanti.

## Caratteristiche

Una rappresentazione grafica del cariotipo umano femminile e maschile normale

### Cromosomi
Il DNA nucleare umano si raggruppa in 24 tipi di cromosomi: 22 autosomi, più due cromosomi che determinano il sesso (cromosoma X e cromosoma Y). I cromosomi 1–22 sono numerati in ordine di lunghezza decrescente. Le cellule somatiche hanno due copie dei cromosomi 1–22 provenienti ognuna da un genitore, più un cromosoma X dalla madre e un cromosoma X o Y (rispettivamente nella femmina e nel maschio) dal padre, per un totale di 46 cromosomi distribuiti in 23 coppie, 22 di cromosomi omologhi (autosomi) e una di cromosomi sessuali (eterosomi).

### Geni
È stata ipotizzata l'esistenza di circa 20.000 geni codificanti proteine. Il numero stimato di geni umani è stato ripetutamente abbassato dalle iniziali predizioni di 100.000 o più man mano che la qualità del sequenziamento genomico e dei metodi di predizione dei geni sono migliorati, e potrebbe scendere ulteriormente. 
Secondo una stima di Craig Venter (nel 2007) i geni sarebbero 23.224, mentre secondo Jim Kent (2007) sarebbero 20.433 codificanti e 5.871 non codificanti.
Sorprendentemente, il numero di geni umani sembra essere solo poco più del doppio rispetto a quello di organismi molto più semplici, come Caenorhabditis elegans e Drosophila melanogaster. In ogni caso, le cellule umane utilizzano massicciamente lo splicing alternativo per produrre un gran numero di proteine differenti da un singolo gene, e si pensa che il proteoma umano sia molto più grande di quello degli organismi summenzionati.
La maggior parte dei geni umani ha esoni multipli e degli introni, che sono frequentemente molto più lunghi degli esoni fiancheggianti.
I geni umani sono distribuiti in maniera non uniforme lungo i cromosomi. Ogni cromosoma contiene varie regioni ricche di geni e poveri di geni, che sembrano correlate con le bande cromosomiche e il contenuto in GC. Il significato di questa alternanza non casuale di densità genica non è ben compresa allo stato attuale della conoscenza scientifica.
In aggiunta ai geni codificanti proteine, il genoma umano contiene diverse migliaia di geni codificanti un RNA, incluso tRNA, RNA ribosomico e microRNA, oltre ad altri geni a RNA non codificanti.

### Dimensione dei geni codificanti per proteine
La dimensione dei geni codificanti per proteine del genoma umano è estremamente variabile (Tabella 1). Per esempio, il gene per l'istone H1A (HIST1H1A) è relativamente corto e semplice, non avendo introni e producendo un RNA messaggero lungo 781 basi e codificando una proteina di 215 amminoacidi (648 basi di sequenza codificante). Il gene per la distrofina (DMD) è uno tra i più lunghi geni codificanti per proteina raggiungendo le 2200 migliaia di basi di lunghezza. Il gene per la titina (TTN) invece, è il gene codificante per proteina con la sequenza codificante più lunga (114.414 basi), con il più alto numero di esoni (363) e con l'esone singolo più lungo (17.106 basi).
| Proteina                                                         | Cromosoma | Gene     | Lunghezza | Esoni | Lunghezza esoni | Lunghezza introni | Splicing alternativo |
| ---------------------------------------------------------------- | --------- | -------- | --------- | ----- | --------------- | ----------------- | -------------------- |
| Proteina di suscettibilità al cancro della mammella tipo 2       | 13        | BRCA2    | 84.193    | 27    | 11.386          | 72.807            | no                   |
| Regolatore della conduttanza transmembrana della fibrosi cistica | 7         | CFTR     | 190.299   | 28    | 6.105           | 184.194           | sì                   |
| Citocromo b                                                      | MT        | MTCYB    | 1.140     | 1     | 1.140           | 0                 | no                   |
| Distrofina                                                       | X         | DMD      | 2.220.391 | 78    | 13.897          | 2.206.494         | sì                   |
| Gliceraldeide-3-fosfato deidrogenasi                             | 12        | GAPDH    | 3.971     | 9     | 1.493           | 2.478             | sì                   |
| Subunità beta dell'emoglobina                                    | 11        | HBB      | 1.606     | 3     | 626             | 980               | no                   |
| Istone H1A                                                       | 6         | HIST1H1A | 781       | 1     | 781             | 0                 | no                   |
| Titina                                                           | 2         | TTN      | 281.435   | 363   | 109.224         | 172.211           | sì                   |

Tabella 1. Esempi di geni umani codificanti per proteine. (Dati ricavati da: GeneBase 1.1 e banca dati National Center for Biotechnology Information Gene, Luglio 2017).
Un'analisi iniziale sui dati disponibili nel 2001, l'anno in cui è stata pubblicata per la prima volta la sequenza del genoma umano, stimava che la lunghezza media di un esone fosse di 145 basi (mediana: 122 basi), il numero medio di esoni fosse 8.8 (mediana: 7) e che in media una sequenza codificante codificasse 477 amminoacidi (mediana: 367 ; Tabella 21 in). Da una recente analisi sistematica sui dati aggiornati del genoma umano,  risulta che il più lungo gene umano per proteina è RBFOX1, lungo 2470 migliaia di basi. In tutto il genoma umano, considerando un gruppo revisionato di geni codificanti per proteine, i precedenti valori sono stati aggiornati ai seguenti: la lunghezza media di un gene per proteina è stimata essere di 66.577 basi (mediana: 26.288 basi); la lunghezza media di un esone è stimata essere di 309 basi (mediana: 133 basi), il numero medio di esoni è stimato essere 11 (mediana: 8) e una sequenza codificante in media per 553 amminoacidi (mediana: 425 amminoacidi; Tabelle 2 e 5).

### Sequenze regolatrici
Il genoma umano ha molte differenti sequenze regolatrici che sono cruciali nel controllare l'espressione del gene. Queste sono di solito brevi sequenze che appaiono in prossimità e all'interno dei geni. Una conoscenza sistematica di queste sequenze regolatrici e come agiscono assieme in una rete regolatrice genica sta cominciando solo ora a emergere dall'alta capacità di trattare informazioni attraverso gli studi di genomica comparata.
L'identificazione delle sequenze regolatrici si basa in parte sulla conservazione evoluzionistica. L'evento di divergenza evolutiva tra gli uomini e i topi, per esempio, ha avuto luogo 70–90 milioni di anni fa. In questa maniera paragoni computerizzati di sequenze di geni che identificano sequenze non codificanti conservate daranno indicazione della loro importanza in compiti come la regolazione dei geni.
Un altro approccio della genomica comparata per localizzare le sequenze regolatrici negli uomini consiste nel sequenziamento dei geni del pesce palla. Questi vertebrati hanno essenzialmente gli stessi geni e le stesse sequenze geniche regolatorie dell'uomo, ma con solo un ottavo di DNA “spazzatura”. La sequenza compatta del DNA del pesce palla rende molto più facile la localizzazione dei geni regolatori.

### Altro DNA
Le sequenze codificanti proteine (specificamente, codificanti esoni) comprendono meno dell'1,5% del genoma umano.. A parte i geni e le sequenze regolatrici conosciute, il genoma umano contiene ampie regioni di DNA la cui funzione, se esiste, rimane ignota. Queste regioni comprendono di fatto la maggior parte, da alcuni stimata intorno al 97%, del genoma umano. Molta di essa comprende:

#### Elementi ripetuti
- Ripetizioni in tandem
  - DNA satellite
  - DNA minisatellite
  - DNA microsatellite
- Ripetizioni intersperse
  - SINE, ‘'short interspersed nuclear element'’
  - LINE, ‘' long interspersed nuclear element'’

#### Trasposoni
- Retrotrasposoni
  - Retrotrasposoni dotati di LTR
    - Ty1-copia
    - Ty3-gypsy

  - Retrotrasposoni non dotati di LTR
    - SINE
    - LINE
- Trasposoni a DNA

#### Pseudogeni
Ciononostante, vi è ancora una grande quantità di sequenze che non cade all'interno di alcuna categoria nota.
Molte di queste sequenze potrebbero essere un artefatto evolutivo che non presenta alcun fine oggi, e queste regioni sono a volte indicate nel loro complesso come DNA spazzatura o junk DNA. Esiste, tuttavia, una varietà di prove emergenti che indicano come alcune sequenze all'interno di queste regioni possano funzionare in modi non ancora compresi. Recenti esperimenti con microarray hanno rivelato che una frazione sostanziale di DNA non-genico è di fatto trascritto in RNA, che conduce all'ipotesi che i trascritti risultanti possano avere delle funzioni sconosciute. Inoltre, la conservazione evolutiva lungo i genomi dei Mammiferi di un numero di sequenze così alto da superare la porzione codificante proteine indica che molti, e forse la maggior parte, degli elementi funzionali del genoma rimangano ignoti. Attualmente, nonostante queste eccitanti prospettive, gran parte del genoma umano non viene trascritto e non mostra avere una sequenza altamente conservata. La ricerca sull'informazione portata dalle vaste sequenze del genoma umano le cui funzioni rimangono sconosciute è tuttora una delle strade più importanti dell'indagine scientifica.

## Variabilità
Molti degli studi sulla variabilità genetica umana si sono focalizzati sugli SNPs, single nucleotide polymorphisms, che sono sostituzioni di una singola base lungo un cromosoma. Diverse analisi stimano che uno SNP sia presente in media ogni 100 o ogni 1000 paia di basi nell'eucromatina del genoma umano, sebbene essi non si presentino con una densità uniforme. Di conseguenza è rispettato il detto comune che afferma che “tutti gli uomini sono geneticamente identici almeno al 99%”, anche se questo dovrebbe essere definito da molti genetisti. Una sfida collaborativa su larga scala per catalogare gli SNPs del genoma umano è stata intrapresa dall'International HapMap Project.
I loci genomici e la lunghezza di alcuni tipi di piccole sequenze ripetute sono altamente variabili da persona a persona, e questa caratteristica è alla base del DNA fingerprinting e delle tecnologie per i test di paternità basati sull'analisi del DNA. La porzione eterocromatica del genoma umano, che consta in totale di parecchie centinaia di milioni di paia di basi, è ritenuta essere abbastanza variabile all'interno della popolazione umana (è così ripetitiva e così lunga che non può essere sequenziata accuratamente con le attuali tecnologie). Questa regione non contiene geni e sembra improbabile che risulti qualche effetto fenotipico significativo dalle variazioni tipiche nelle ripetizioni o nell'eterocromatina.
Molte mutazioni genomiche grossolane nelle cellule germinali danno probabilmente embrioni non vitali; tuttavia, un certo numero di patologie umane è correlato ad anomalie genomiche su larga scala. La sindrome di Down, la sindrome di Turner e un numero di altre malattie sono il risultato della non-disgiunzione di interi cromosomi. Le cellule cancerose mostrano frequentemente aneuploidia dei cromosomi e dei bracci cromosomici, sebbene non sia ancora stata stabilita una relazione di causa ed effetto tra l'aneuploidia e il tumore.
In un articolo pubblicato nel 2006 su Nature, alcuni ricercatori avevano scoperto che la variazione del numero di copie (CNV) delle sequenze di DNA nell'uomo e in altri animali può essere considerevole. Delezioni, inserzioni, duplicazioni e varianti di più siti, indicate complessivamente come variazioni del numero di copie (CNVs) o polimorfismi del numero di copie (CNPs), sono state individuate in tutti gli uomini e animali esaminati.

## Malattie genetiche
Queste condizioni sono causate dall'espressione anomala di uno o più geni che si associano a un fenotipo clinico. La malattia potrebbe essere causata da una mutazione genica, da un numero anomalo di cromosomi, da mutazioni nella ripetizione ed espansione di triplette. Il numero attuale di malattie genetiche riconosciute è all'incirca 4000, di cui la più comune è la fibrosi cistica.
Gli studi sulle malattie genetiche sono spesso svolti utilizzando la genetica di popolazione. Il trattamento viene effettuato da un medico-genetista specializzato in genetica clinica. I risultati del Progetto Genoma Umano probabilmente aumenteranno la disponibilità di test genetici per le relative malattie genetiche e alla fine potrebbero anche portare a miglioramenti nei protocolli di cura. I genitori possono essere sottoposti a esami per vagliare le loro condizioni ereditarie e per essere informati delle loro conseguenze, sulla probabilità che una certa malattia venga ereditata e su come evitarla o alleviarla nei loro figli.
Uno degli effetti maggiormente evidenti a livello di fenotipo umano deriva dal dosaggio genico, i cui effetti giocano un ruolo nelle malattie causate da duplicazioni, perdita o rottura dei cromosomi. Per esempio, un alto tasso di individui affetti dalla sindrome di Down, o trisomia 21 sono soggetti alla malattia di Alzheimer, un effetto che si pensa sia dovuto alla sovraespressione della proteina precursore dell'amiloide, una sostanza correlata all'Alzheimer il cui gene mappa sul cromosoma 21. Viceversa, i pazienti affetti da sindrome di Down sono meno soggetti al tumore al seno: questo può essere probabilmente dovuto alla sovraespressione di un gene oncosoppressore.

## Evoluzione
Studi di genomica comparata sui genomi dei mammiferi suggeriscono che all'incirca il 5% del genoma umano si è conservato durante l'evoluzione a partire dalla divergenza avvenuta tra queste specie approssimativamente 200 milioni di anni fa. Questa porzione conservata contiene un'ampia maggioranza di geni e sequenze regolatrici. Intrigantemente, dal momento che geni e sequenze regolatrici rappresentano probabilmente meno del 2% del genoma, questo suggerisce che possano esserci più sequenze funzionali sconosciute che conosciute. Una frazione più piccola, ma comunque ampia, di geni umani sembra essere condivisa tra la maggior parte dei vertebrati analizzati.
Il genoma dello scimpanzé è per il 98.77% identico a quello umano. In media, un gene codificante una proteina in un uomo differisce dal suo ortologo nello scimpanzé per solo due sostituzioni aminoacidiche; quasi un terzo dei geni umani ha esattamente la stessa traduzione proteica dei loro ortologhi nello scimpanzé. Una grande differenza tra i due genomi è rappresentata dal cromosoma 2 umano, che è il prodotto della fusione dei cromosomi 12 e 13 dello scimpanzé.
La specie umana ha subito una massiccia perdita di recettori olfattivi durante la sua recente evoluzione e ciò può spiegare perché il nostro senso dell'olfatto sia approssimativo rispetto a quello della maggioranza dei mammiferi. Prove evolutive suggeriscono che lo sviluppo della visione dei colori nell'uomo e in diversi altri primati possa aver ridotto il bisogno del senso dell'olfatto.

## Genoma mitocondriale
Il genoma mitocondriale umano è di grande interesse per i genetisti, dal momento che esso gioca indubbiamente un ruolo importante nelle malattie genetiche mitocondriali. Inoltre, esso è in grado di chiarificare alcuni punti “oscuri” dell'evoluzione umana; per esempio, l'analisi della variabilità del genoma mitocondriale umano ha portato a ipotizzare un recente comune antenato per tutti gli uomini lungo la linea di discendenza materna. (vedi Eva mitocondriale)
A causa della mancanza di un sistema di controllo degli errori di copiatura, il DNA mitocondriale (mtDNA) mostra un tasso maggiore di variazione rispetto al DNA nucleare. Questo aumento di circa 20 volte nel tasso di mutazione consente l'utilizzo del mtDNA come strumento per risalire con miglior accuratezza all'antenato materno. Studi del mtDNA nelle popolazioni hanno permesso di tracciare gli antichi flussi migratori, come la migrazione degli Indiani d’America dalla Siberia o dei Polinesiani dall'Asia sud-orientale. È stato inoltre utilizzato per dimostrare che c'è traccia del DNA dell'uomo di Neanderthal nel genoma dell'uomo europeo che condivide l'1-4% del genoma.

## Brevettabilità e controversie
La brevettabilità del genoma umano pone un problema di bioetica, tanto per il diritto universale alla salute e i costi sanitari delle promettenti terapie geniche legate a questione di copyright, quanto per il divieto delle pratiche eugenetiche.
Esiste una giurisprudenza su questo argomento. La prima sentenza in merito è il pronunciamento del Dipartimento di Giustizia di Manhattan (marzo 2010) nel ricorso di appello fra la Ong American Civil Unione and Patents Foundation e la compagnia privata Myriad Genetics, detentrice dei brevetti sui geni Brca1 e Brca2, considerati mutageni e causa di tumore a seno e ovaie. Secondo il giudice, l'isolamento chimico di una sostanza già esistente in natura, la scoperta delle proprietà terapeutiche o la messa a punto di un protocollo di cura basato su tali elementi preesistenti alla terapia non sono sufficienti per la concessione di un brevetto, che si può ottenere per un gene modificato o per le terapie geniche derivanti dalla scoperte sul DNA, in ogni caso da un prodotto derivato e differente ottenuto da una trasformazione dell'elemento di partenza esistente in natura.